# Barrio José Ramírez
Barrio José Ramírez, antiguamente llamado Barrio Ruta 40 es aglomerado urbano de argentina, ubicado en el centro sur de la provincia de San Juan, posicionada en extremo sureste del departamento Pocito.

## Geografía
La localidad se ubica en área sur del Valle del Tulúm, la misma está rodeado por paisaje atropisado hacia el este, predominando como modo vida lo rural, donde se destacan plantaciones permanentes bajo riego artificial, encabezando la vid, sin embargo también se destacan el olivo, frutales y hortalizas varias.
En cuanto al área natural, que se denota hacia el oeste, la localidad se asienta en el pedemonte del Cerro Validivia, cuyo macizo se trata de las últimas estribaciones de las de las sierras Pampeanas.

## Población
Cuenta con 275 habitantes (Indec, 2001), lo que representa un incremento del 26,14 frente a los 218 habitantes (Indec, 1991) del censo anterior.

## Sismicidad
La sismicidad del área de Cuyo (centro oeste de Argentina) es frecuente y de intensidad baja, y un silencio sísmico de terremotos medios a graves cada 20 años en distintas áreas aleatorias.
Terremoto de Caucete 1977el 23 de noviembre de 1977, la región fue asolada por un terremoto y que dejó como saldo lamentable algunas víctimas, y un porcentaje importante de daños materiales en edificaciones.
Sismo de 1861aunque dicha actividad geológica ocurre desde épocas prehistóricas, el terremoto del 20 de marzo de 1861 señaló un hito importante dentro de la historia de eventos sísmicos argentinos ya que fue el más fuerte registrado y documentado en el país. A partir del mismo la política de los sucesivos gobiernos mendocinos y municipales han ido extremando cuidados y restringiendo los códigos de construcción. Y con el terremoto de San Juan de 1944 del 15 de enero de 1944 (81 años) el gobierno sanjuanino tomó estado de la enorme gravedad sísmica de la región.
El Día de la Defensa Civil fue asignado por un decreto recordando el sismo que destruyó la ciudad de Caucete el 23 de noviembre de 1977, con más de 40.000 víctimas sin hogar. No quedaron registros de fallas en tierra, y lo más notable efecto del terremoto fue la extensa área de licuefacción (posiblemente miles de km²).
El efecto más dramático de la licuefacción se observó en la ciudad, a 70 km del epicentro: se vieron grandes cantidades de arena en las fisuras de hasta 1 m de ancho y más de 2 m de profundidad. En algunas de las casas sobre esas fisuras, el terreno quedó cubierto de más de 1 dm de arena.